# Viva Pericos!
Viva Pericos! es el decimotercer álbum de estudio del grupo argentino de reggae y rock latino Los Pericos. Se lanzó el 27 de mayo de 2022 a través del sello Sony Music.
Contiene 11 versiones de clásicos de la música de habla hispana de una gran variedad de artistas, tales como Jorge Drexler, Los Bukis, Julio Iglesias y Robi Draco Rosa.
El álbum cuenta con las colaboraciones de Rubén Albarrán, Emiliano Brancciari, La Delio Valdez y Carlos Vives.
| N.º | Título                                             | Intérprete original | Duración |  |
| 1.  | «La Distancia»                                     | Roberto Carlos      | 3:49     |  |
| 2.  | «Lágrimas Negras»                                  | Miguel Matamoros    | 3:51     |  |
| 3.  | «Tu Cárcel»                                        | Los Bukis           | 2:48     |  |
| 4.  | «Me Estás Atrapando Otra Vez» (con Rubén Albarrán) | Los Rodríguez       | 4:05     |  |
| 5.  | «La Edad del Cielo» (con EMI)                      | Jorge Drexler       | 3:30     |  |
| 6.  | «Vete Ya» (con La Delio Valdez)                    | Valentín Elizalde   | 3:06     |  |
| 7.  | «El Próximo Viernes»                               | Espinoza Paz        | 4:22     |  |
| 8.  | «La Carretera»                                     | Julio Iglesias      | 4:27     |  |
| 9.  | «Penélope»                                         | Robi Draco Rosa     | 4:05     |  |
| 10. | «Tatuajes»                                         | Joan Sebastián      | 3:30     |  |
| 11. | «Trátame Suavemente» (con Carlos Vives)            | Los Encargados      | 3:58     |  |